# Johanna Herolt-Graff
Johanna Helena Herolt Graff (Francoforte sul Meno, 5 gennaio 1668 – Suriname, dopo il 1723) è stata una pittrice, disegnatrice e illustratrice tedesca.

## Biografia
Figlia primogenita del pittore Johann Andreas Graff (1637-1701) e della pittrice Anna Maria Sibylla Merian (1647-1717), fu istruita dalla stessa madre nell'arte della pittura, assieme alla sorella Dorothea Maria.
Nel 1670 la famiglia di Johanna si trasferì a Norimberga, luogo di nascita del padre, dove nel 1678 nacque la figlia secondogenita Dorothea Maria. Nel 1681 Merian ritornò a Francoforte sul Meno. Graff avrebbe raggiunto la sua famiglia successivamente.
Nel 1686 la Merian lasciò il marito e si trasferì con le due figlie e la vecchia madre presso una comunità religiosa a nord di Amsterdam. Dopo infruttuosi tentativi di riconciliazione, Graff ritornò a Norimberga. Probabilmente, Johanna non rivide più suo padre.
Dopo il collasso finanziario della comunità, nel 1691, le quattro donne partirono alla volta di Amsterdam.
Johanna si sposò nel 1692 a Wieuwerd con Jacob Hendrik Herolt (1660-?), mercante ex labadista che commerciava col Suriname. Da questo matrimonio nacquero probabilmente uno o due figli.
Merian e le sue due figlie aprirono uno studio e si dedicarono alla pittura di piante, uccelli e insetti e crearono opere d'arte basate sui migliori acquerelli del Libro dei bruchi. Questo libro, costituito da due volumi, conteneva una serie di acquerelli di Anna Maria Sibylla Merian rappresentanti falene e farfalle in tutti gli stadi della loro metamorfosi, a partire dalle uova, fino ai bruchi e infine agli adulti.
Johanna Helena, assieme alla madre, lavorò per Agnes Block alla realizzazione di acquerelli delle piante del suo giardino. Inoltre fu assunta per eseguire rappresentazioni delle piante esotiche e rare dell'Orto botanico di Amsterdam.
Oltre al lavoro con la madre, realizzò anche una propria carriera come pittrice floreale. Le sue opere, come ad esempio Yellow Crown Imperial, sono caratterizzate da un aspetto scultoreo che accentua l'illusione del disegno.
Nel 1711 si recò in Suriname per studiare la fauna del posto e così contribuire con un'appendice sugli insetti al terzo volume del Libro dei bruchi contenente oltre 50 acquerelli della madre.
Probabilmente al comando di sua madre, rimasta in Suriname, catturava insetti, pesci e rettili da vendere ai collezionisti europei. Quando la madre, nel 1714, rimase parzialmente paralizzata a seguito di un colpo apoplettico, ritornò per breve tempo ad Amsterdam, dove eseguì alcuni dipinti sotto il nome di sua madre. Sembra che alcuni disegni di Johanna Herolt siano stati attribuiti alla più famosa madre. Alcuni lavori, come una foglia con tre topi e immagini di diversi fiori, germogli e insetti, portano la firma di entrambe le donne.
Johanna Herolt Graff è considerata la principale seguace della madre Anna Maria Sibylla Merian.
Non è chiaro dove e quando sia morta, probabilmente in Suriname.

## Opere
- Fritillaria imperialis, acquerello su pergamena, 37,6 x 30,1 cm, 1696-1697 c., Museo d'Arte della Bassa Sassonia, Herzog Anton Ulrich-Museum, Braunschweig[3]
- Un tulipano bianco e viola, un giacinto, un tulipano bianco e rosso, la falena Charadra deridens e la sua pupa e un bruco, penna ed inchiostro, acquerello, guazzo e gesso, 37,3 x 30,4 cm[4]
- Un papavero in tre stadi di fioritura, con un bruco, una pupa ed una farfalla, acquerello, guazzo e gesso, 37,8 x 29,9 cm[5]
- Natura morta con frutta, una cavalletta, una coccinella che si arrampica sui rami in una porcellana di Delft, mina, acquerello, guazzo con gomma arabica, 28 x 36,9 cm, firmato[6]